# Les Binks
Les Binks, egentligen James Leslie Binks, född 5 april 1951, död 15 mars 2025, var en brittisk musiker, trumslagare i Judas Priest mellan 1977 och 1979. Han medverkar på albumen Stained Class (1978), Killing Machine (1978), Hell Bent for Leather (1979) och livealbumet Unleashed in the East. Han hoppade av Judas Priest 1979 efter att bandets dåvarande manager Mike Dolan vägrade betala honom för insatsen på platina-säljande livealbumet Unleashed in the East. Avhoppet passade in i planerna att resten av bandet ville ta steget in i ett mer kommersiellt sound, vilket resulterade i British Steel (1980).

## Diskografi (urval)
Med Roger Glover
- 1974 – The Butterfly Ball and the Grasshopper's Feast[2]

Med Judas Priest
- 1978 – Stained Class
- 1978 – Killing Machine
- 1979 – Hell Bent for Leather
- 1979 – Unleashed in the East (livealbum)

Med Tytan
- 1985 – Rough Justice